# Nadine Weratschnig
Nadine Weratschnig (ur. 18 kwietnia 1998) – austriacka kajakarka górska, dwukrotna brązowa medalistka mistrzostw świata, brązowa medalistka mistrzostw Europy, złota medalistka igrzysk olimpijskich młodzieży.
W 2015 roku na mistrzostwach świata w Londynie zdobyła brązowy medal w kanadyjkowej rywalizacji drużynowej razem z Julią Schmid i Viktorią Wolffhardt, przegrywając jedynie z Australijkami oraz Czeszkami.
Cztery lata później na mistrzostwach świata w La Seu d’Urgell ponownie zdobyła brąz, lecz tym razem w zawodach indywidualnych. W finale uzyskała słabszy wynik od Niemki Andrei Herzog oraz Australijki Jessiki Fox.